# Coryphantha sulcata
Coryphantha sulcata ist eine Pflanzenart in der Gattung Coryphantha aus der Familie der Kakteengewächse (Cactaceae). Das Artepitheton sulcata stammt aus dem Lateinischen, bedeutet ‚gefurcht‘ und verweist auf die Warzen der Art. Englische Trivialnamen sind „Finger Cactus“, „Nipple Cactus“ und „Pineapple Cactus“.

## Beschreibung
Coryphantha sulcata bildet oft Gruppen. Die kugelförmigen bis eiförmigen, grünen Triebe erreichen Wuchshöhen von 4 bis 13 Zentimeter und ebensolche Durchmesser. Die bis zu 12 Millimeter langen, konischen Warzen sind locker angeordnet. In der Warzenfurche sind häufig Nektardrüsen vorhanden. Die ein bis drei Mitteldornen, die gelegentlich auch fehlen können, sind nadelig und 0,9 bis 1,2 Zentimeter lang. Sie sind anfangs gelb oder rosafarben und vergrauen später. Wenigstens einer von ihnen ist aufrecht, die übrigen sind zurückgebogen. Die acht bis 14 weißlichen, 0,8 bis 1,8 Zentimeter langen Randdornen sind nadelig und ausstrahlend.
Die gelben Blüten besitzen einen roten Schlund, sie sind bis 6 Zentimeter lang und erreichen ebensolche Durchmesser. Die ellipsoiden, grünen Früchte weisen Längen von bis zu 3 Zentimeter auf.

## Verbreitung, Systematik und Gefährdung
Coryphantha sulcata ist in den Vereinigten Staaten im Süden des Bundesstaates Texas sowie in den mexikanischen Bundesstaaten Coahuila, Nuevo León und Tamaulipas auf Schwemmebenen mit Kalkschotter verbreitet.
Die Erstbeschreibung als Mammillaria sulcata durch George Engelmann wurde 1845 veröffentlicht. Nathaniel Lord Britton und Joseph Nelson Rose stellten sie 1923 in die Gattung Coryphantha. Reto F. Dicht und Adrian D. Lüthy behandelten Coryphantha sulcata 2001 als Synonym von Coryphantha elephantidens. Weitere nomenklatorische Synonyme sind Cactus scolymoides var. sulcatus (Engelm.) J.M.Coult. (1894), Mammillaria radians var. sulcata (Engelm.) K.Schum. (1898), Cactus sulcatus (Engelm.) Small (1903), Mammillaria radians f. sulcata (Engelm.) Schelle (1907) und Coryphantha radians var. sulcata (Engelm.) Y.Itô (1952).
In der Roten Liste gefährdeter Arten der IUCN wird die Art als „Least Concern (LC)“, d. h. als nicht gefährdet geführt.

## Nachweise